# Chiroteuthis spoeli
Chiroteuthis spoeli är en bläckfiskart som beskrevs av Mario Alejandro Salcedo-Vargas 1996. Chiroteuthis spoeli ingår i släktet Chiroteuthis och familjen Chiroteuthidae. Inga underarter finns listade i Catalogue of Life.